# Behaudin Sikirić
Šajch Muhamed Behaudin-efendija (event. Muhammed Behauddin) Sikirić (1860 Oglavak, okres Fojnica, osmanská říše – 20. září 1934 Sarajevo, Království Jugoslávie) byl bosenskohercegovský islámský pedagog, tlumočník a kaligraf bosňáckého původu.

## Životopis
Narodil se do muslimské rodiny s bohatou súfijskou tradicí. Jeho předek Abdurahman Sirri (1775/1785–1847) byl básník, myslitel a zakladatel súfijského kláštera, tekije (1798), směru nakšbandíja v Oglavku (kolem roku 1700 do Fojnice přišel jako muftí jeho děd Fadlullah Baltaoğlu, balta je turecky sekyra – bosensky v ikavském nářečí sikira – odtud příjmení Sikirić).
Behaudin dokončil Merhemićovu medresu (Merhemića medresa) v Sarajevu a do toho privátně navštěvoval preparandu, učitelskou přípravku (promoval 1889). Poté krátce studoval v Istanbulu. Po návratu do vlasti vyučoval v Sarajevu, nejprve v mektebu (1890–1892) a pak honorárně v Šarí‘atské soudní škole (1. října 1892–30. října 1912), a to předmět arabská kaligrafie. Vedle toho byl učitelem náboženství ve vojenském penzionátu (do 1902), tlumočníkem u Okružního (1893–1902) a Chotárského soudu (1901–1903) a v Zemské vládě (do 1912). Roku 1912 přešel do ruždie, islámské základní školy, kde zůstal až do svého odchodu do penze roku 1925 nebo 1926.
V Sarajevu založil nakšbandíjský klášter, tekiji.
Tělesné ostatky Behaudina Sikiriće byly uloženy na sarajevském hřbitově Ravne Bakije.